# Basic Pictures
Basic Pictures (基本映画) est une société de production de cinéma hongkongaise fondée en 2002 par le cinéaste Andrew Lau. Depuis sa création, la société a produit entre autres la trilogie Infernal Affairs et d'autres films sur lesquels Lau est soit réalisateur, soit producteur.

## Production
| Année | Film                                        | Titre chinois       | Réalisateur           | Notes       |
| ----- | ------------------------------------------- | ------------------- | --------------------- | ----------- |
| 2002  | Infernal Affairs                            | 無間道              | Andrew Lau, Alan Mak  |             |
| 2003  | Cat and Mouse                               | 老鼠爱上猫          | Gordon Chan           |             |
| 2003  | Infernal Affairs 2                          | 無間道II            | Andrew Lau, Alan Mak  |             |
| 2003  | Infernal Affairs 3                          | 無間道III: 終極無間 | Andrew Lau, Alan Mak  |             |
| 2005  | Initial D                                   | 頭文字D             | Andrew Lau, Alan Mak  |             |
| 2005  | Moonlight in Tokyo                          | 情義我心知          | Alan Mak, Felix Chong |             |
| 2006  | Daisy                                       | 데이지              | Andrew Lau            | Film coréen |
| 2006  | Confession of Pain                          | 傷城                | Andrew Lau, Alan Mak  |             |
| 2007  | A Mob Story                                 | 人在江湖            | Herman Yau            |             |
| 2007  | Undercover                                  | 危險人物            | Billy Chung           |             |
| 2007  | The Haunted School (en)                     | 校墓處              | Cash Chin             |             |
| 2009  | Look for a Star                             | 游龍戲鳳            | Andrew Lau            |             |
| 2010  | Legend of the Fist: The Return of Chen Zhen | 精武風雲－陳真      | Andrew Lau            |             |